# 芭蕾少女夢
由盧卡斯·東特執導的2018年比利時劇情長片，於第71屆坎城影展的一種注目單元首映 。獲得金攝影機獎和酷兒金棕櫚獎 ，以及代表比利時角逐第91屆奧斯卡金像獎最佳外語片獎。

## 故事大綱
勞拉·費爾哈亨是位15歲的變性女孩，力圖成為職業芭蕾舞者，並申請就讀安特衛普的芭蕾名校，錄取與否取決於她在八個星期的試訓期間的表現。她搬到離校較近的地方，和支持她的父親馬第亞斯、弟弟米洛同住，並定期和醫生討論自己的心理狀況、服用青春期阻斷劑、和精神科醫師晤談。
勞拉在學校的表現良好，儘管大家都知道她是變性女性，同學們也都接納她，毫不介意她使用女性更衣室和淋浴間。勞拉不顧建議，在練舞時用膠帶纏住陰莖，使其看起來較不明顯，這導致她在練習時遭受更大的痛楚，但她靠著對芭蕾舞的執著撐了下來，而反映自身性別認同的外貌也激勵著她。米洛在學校交不到朋友，勞拉每天送他去學校，並經常關注他、給予他不少支持。
時間流逝，醫師們開始準備進行勞拉的變性手術，整個過程為期兩年，但勞拉還是等不及簽下同意書。勞拉和他的精神科醫師晤談時，表示在自己擁有「合適的身體」之前並不想談戀愛，但醫師建議她應該要像其他人一樣享受青春期生活，因為這些快樂有助於她度過手術後的痛苦。
儘管勞拉開始使用荷爾蒙替代療法，但她感覺自己身體的變化仍不夠快。某日晚上，勞拉參加同學的生日派對，大家對她的下體很感興趣，想一窺究竟，勞拉沒有答應，黯然地離開派對。回家後她見到父親和新女友克莉絲汀共進晚餐，並聲稱自己因為胃痛才回來，馬第亞斯當下沒有追究，而是次日看醫生時才質問原因。醫師在術前注意到勞拉的體重減輕，且有生殖器感染，並表示她必須停止用膠帶貼下體並增重，才能撐住手術。勞拉表示自己很好，但她父親不予認同。
勞拉在結束一次課程後瀕臨崩潰，之後她從某位男性鄰居身上得到安慰。這名男子表現出對她的興趣，兩人吻著對方，但勞拉阻止男子觸碰自己，並在對男子口交時匆忙逃離。回家後，勞拉和馬第亞斯相互爭執，雖然馬第亞斯試圖理解，但勞拉拒絕敞開心扉。
芭蕾舞學校學生開始進行第一階段測試，勞拉幾乎無法完成，精疲力竭地在後台倒下。隔天她很晚起床，在趕著出門時，父親要她吃早餐，導致她又哭又氣。醫生告誡她必須停止跳芭蕾，優先把身體養好，才能進行手術。
數日後，在新年家庭聚會上，勞拉看起來比以前好很多，賓客們稱讚她看起來非常漂亮，之後她抱著米洛睡著了。次日馬第亞斯送米洛到學校，勞拉準備一盆冰塊，打了通電話報警後，用剪刀剪掉自己的陰莖。勞拉被送上救護車，馬第亞斯不離不棄地守候在一旁。在故事最後，康復後的勞拉留著短髮，自信地走在街上。

## 角色
- 維克多·波斯特（法语：Victor Polster）飾演勞拉
- Arieh Worthalter飾演馬第亞斯
- Valentijn Dhaenens 飾演 Dr. Naert
- Katelijne Damen 飾演 Dr. Pascal

## 榮譽
| 類別     | 頒獎日期      | 獎項               | 名字     | 結果 | 參考  |
| -------- | ------------- | ------------------ | -------- | ---- | ----- |
| 坎城影展 | 2018年5月19日 | 國際影評人費比西獎 | 《女孩》 | 獲獎 | [ 9 ] |
| 坎城影展 | 2018年5月19日 | 金攝影機獎         | 《女孩》 | 獲獎 | [ 9 ] |
| 坎城影展 | 2018年5月19日 | 酷兒金棕櫚獎       | 《女孩》 | 獲獎 | [ 9 ] |
| 金球獎   | 2019年1月6日  | 最佳外語片         | 《女孩》 | 提名 |       |

## 外部連結
- 豆瓣电影上《芭蕾少女夢》的資料 （简体中文）
- 開眼電影網上《芭蕾少女夢》的資料（繁體中文）
- 互联网电影数据库（IMDb）上《芭蕾少女夢》的资料（英文）